# Michel Debet
Michel Debet est un homme politique français, né le 12 octobre 1944 à Tocane-Saint-Apre (Dordogne) et mort le 6 mars 2008 à Périgueux.

## Biographie
Professeur de lettres, puis directeur du Centre départemental de documentation pédagogique de Périgueux de profession, sa carrière politique débute en 1977, quand il devient conseiller municipal de Tocane-Saint-Apre, puis maire en 1981. En 1992, il devient conseiller général du canton de Montagrier, et prend la vice-présidence de l'institution départementale en 1998.
Président du Groupe d'action locale (GAL) « Leader + Périgord Vert » et de l'association « Initiatives en Val de Dronne », il est également vice-président du Pays Périgord vert. Il s'inscrit comme un défenseur de la ruralité, se surnommant « député des broussailles », et des langues régionales. Au conseil général, il prend en charge le déploiement départemental des réseaux numériques.
Il est élu député le 17 juin 2007, pour la XIIIe législature (2007-2012), dans la 3e circonscription de la Dordogne. Il fait partie du groupe Socialiste, radical et citoyen, et est membre de la commission des Affaires économiques.
Atteint d'un cancer depuis plusieurs années, il meurt le 6 mars 2008 à l'hôpital de Périgueux. Il est remplacé à l'Assemblée nationale par sa suppléante, Colette Langlade.

## Mandats
Mandats communaux
- de 1977 à 1981 : Conseiller municipal de Tocane-Saint-Apre
- de 1981 à 2007 : Maire de Tocane-Saint-Apre

Mandats départementaux
- de 1992 à 2008 : Conseiller général de Dordogne (canton de Montagrier)
- de 1998 à 2008 : 1er vice-président du Conseil général de la Dordogne

Mandat national
- de 2007 à 2008 : député de la 3e circonscription de la Dordogne